# Trestonia fasciata
Trestonia fasciata là một loài bọ cánh cứng trong họ Cerambycidae.